# Lígula
|  | No s'ha de confondre amb ligula. |

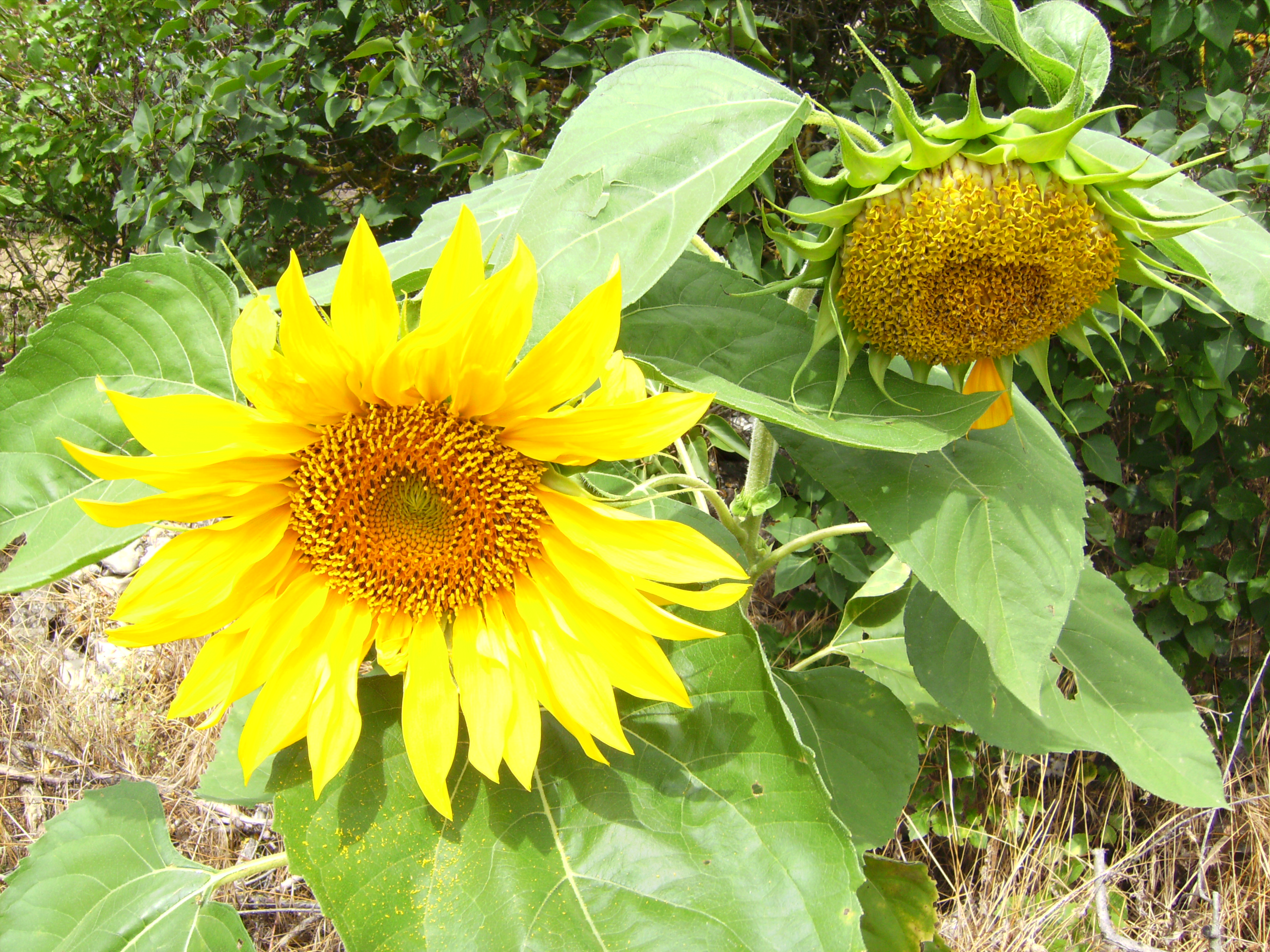
Les lígules dels gira-sols són com "pètals" grocs. Quan el capítol va madurant perd les lígules

Una lígula (del llatí: ligula variant de lingula, el diminutiu de lingua "llengua") és una apèndix membranós de forma allargada (en forma de llengua, aproximadament) de diferents tipus de plantes. El significat varia segons la planta.

## Poàcies i ciperàcies

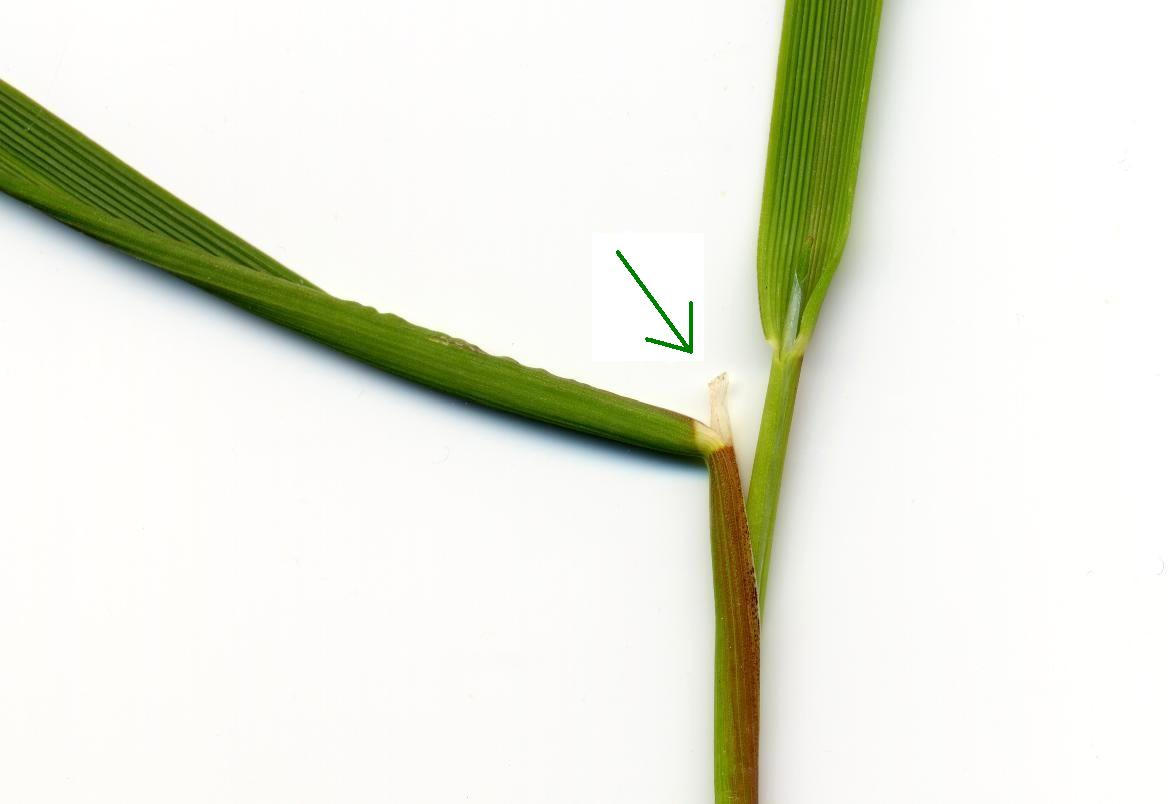
Lígula de la gramínia Alopecurus geniculatus

Esquema d'una flor ligulada de la família asteràcia:
A. ovari
B. papus
C. teca
D. lígula
E. estil amb estam

La lígula és una excrescència tènue en la unió de la fulla i la tija de moltes gramínies (poàcies) i ciperàcies (Cyperaceae).
La lígula es troba en la base interior de la fulla entre on s'enganxa la fulla a la tija principal i la mateixa tija. Les lígules poden tenir diverses formes però normalment és una membrana translúcida o un serell de pèls. La lígula membranosa pot ser des de molt curta (1–2 mm en Poa pratensis) a molt llarga 10–20 mm (Sorghum halepense), també pot ser suau o molt estripada al seu acabament. Algunes herbes poàcies no tenen lígula, per exemple Echinochloa crusgali.
Hi ha tres tipus de lígules: membranoses, un serrell de pèls (ciliades), o sense lígules. Gràcies a les lígules i les seves formes es poden identificar gèneres i espècies.Per exemple en cereals com blat, ordi i civada es poden identificar quan encara no tenen gra.

## Asteràcies
La lígula és la corol·la en forma de llengüeta que presenten molt sovint algunes de les flors que formen el capítol de les asteràcies. En el conjunt del capítol, les lígules tenen una aparença similar al que serien els pètals en una flor simple.
La disposició de les lígules és una característica de les subfamílies: a la subfamília de les Asteròidies les flors interiors del capítol (com a mínim) no tenen lígules, mentre que a les Cicoriòidies totes les flors del capítol són ligulades.

## Selaginel·les i isòets
La lígula és un apèndix membranós que les fulles de les selaginel·les i els isòets porten cap a la base.